# Фернандес, Марта
Марта Фернандес Фаррес (исп. Marta Fernandez Farres; род. 21 декабря 1981 года, Барселона, Каталония, Испания) — испанская профессиональная баскетболистка, выступавшая в женской национальной баскетбольной ассоциации в команде «Лос-Анджелес Спаркс». Играла на позиции атакующего защитника.
В составе национальной сборной Испании принимала участие на Олимпийских играх 2004 года в Афинах. Кроме этого выиграла бронзовые медали на чемпионате мира 2010 года в Чехии, а также чемпионате Европы 2003 года в Греции и чемпионате Европы 2005 года в Турции.

## Ранние годы
Марта Фернандес родилась 21 декабря 1981 года в Барселоне (автономное сообщество Каталония).